# Грабен-Нојдорф
Грабен-Нојдорф (њем. Graben-Neudorf) општина је у њемачкој савезној држави Баден-Виртемберг. Једно је од 32 општинска средишта округа Карлсруе. Према процјени из 2010. у општини је живјело 11.681 становника. Посједује регионалну шифру (AGS) 8215099.

## Географски и демографски подаци
Грабен-Нојдорф се налази у савезној држави Баден-Виртемберг у округу Карлсруе. Општина се налази на надморској висини од 107 метара. Површина општине износи 28,8 km². У самом мјесту је, према процјени из 2010. године, живјело 11.681 становника. Просјечна густина становништва износи 406 становника/km².

## Међународна сарадња
| Мјесто      | Држава               | Врста сарадње | Од    |
| ----------- | -------------------- | ------------- | ----- |
| Аск         | Уједињено Краљевство | партнерство   | 1980. |
| Терекбалинт | Мађарска             | контакт       | 2000. |
| Извор       |                      |               |       |